# Charles Maynz
Charles Gustave Maynz, né le 8 août 1812 à Essen et mort le 10 novembre 1882 à Liège, est un jurisconsulte allemand.

## Biographie
Il étudia à Rome la médecine et le droit et revint à Berlin. Impliqué en 1834 dans les poursuites contre les associations académiques, il se réfugia en Belgique.
Professeur de droit à l'université de Liège, doyen de la faculté de droit et de criminologie de l’Université libre de Bruxelles, 1862/1863, il était spécialiste du droit romain.

## Ouvrages
- Éléments de droit romain, Méline, Cans et Cie, 1845.
- Cours de droit romain, Bruylant-Christophe et Cie, Bruxelles, 1876.
- Esquisse historique du droit criminel dans l’ancienne Rome, Larose et Forcel, 1882.